# Kunszentmiklós
Kunszentmiklós  è una città dell'Ungheria situato nella contea di Bács-Kiskun, nell'Ungheria meridionale di 8 704 abitanti (dati 2009)

## Società

### Evoluzione demografica
Secondo i dati del censimento 2001 il 94,4% degli abitanti è di etnia ungherese, il 3,3% di etnia rom

## Amministrazione

### Gemellaggi
- Blumberg, Germania
- Cristuru Secuiesc, Romania
- Skorenovac, Serbia